# لا تترك أية آثار
لا تترك أية آثار هو فيلم دراما بولندي من بطولة انيسكا جروتشوسكا وتوماس كوت.تم اختيار الفيلم ليمثل بولندا في جائزة الأوسكار لأفضل فيلم بلغة أجنبية 2022.